# گاردون ۱۳۰۳۳
سیارک ۱۳۰۳۳ (به انگلیسی: 13033 Gardon، نامگذاری:1989TB5) سیزده هزار و سی و سومین سیارک کشف شده‌است که در ۷ اکتبر ۱۹۸۹ کشف شد.
قدر مطلق سیارک برابر ۲۴.۵ است.